# Koza (ort)
Koza är en ort i Kamerun.   Den ligger i regionen Nordligaste regionen, i den norra delen av landet, 800 km norr om huvudstaden Yaoundé. Koza ligger 501 meter över havet och antalet invånare är 3 665.
Terrängen runt Koza är kuperad åt sydväst, men åt nordost är den platt. Trakten runt Koza är ganska tätbefolkad, med 134 invånare per kvadratkilometer. Närmaste större samhälle är Mokolo, 16,5 km sydväst om Koza. Trakten runt Koza är en mosaik av jordbruksmark och naturlig växtlighet.